# Maria Neira
Maria P. Neira (* 1962 in La Felguera, Spanien) ist eine spanische Ärztin. Sie ist seit 2005 Direktorin der Abteilung für öffentliche Gesundheit, Umwelt und soziale Determinanten der Gesundheit (PHE) der Weltgesundheitsorganisation (WHO).

## Leben und Werk
Neira studierte Medizin an der Universität Oviedo und spezialisierte sich auf Endokrinologie und Stoffwechselkrankheiten an der Universität Paris V. Anschließend erwarb sie einen Master-Abschluss in Public Health an der Universität Pierre und Marie Curie in Paris sowie ein Universitätsdiplom in Humanernährung. Sie erwarb auch ein internationales Diplom in Notfallvorsorge und Krisenmanagement an der Universität Genf.
Von 1984 bis 1987 arbeitete sie in den Gebieten Endokrinologie und Ernährung im Hôpital Necker–Enfants malades und im Hôpital Saint-Louis in Paris. Anschließend war sie bis 1989 während des bewaffneten Konflikts als medizinische Koordinatorin für Ärzte ohne Grenzen in Flüchtlingslagern in El Salvador und Honduras tätig. Im Auftrag der UNO war sie dann in Kigali in Ruanda als Beraterin für öffentliche Gesundheit der Vereinten Nationen und als Ärztin im Auftrag des Entwicklungsprogramms der Vereinten Nationen (UNDP) unterwegs. Von 1991 bis 1993 war sie als Beraterin für öffentliche Gesundheit im Gesundheitsministerium in Mosambik tätig.
Für die WHO arbeitet sie seit 1993, zunächst als Koordinatorin der Global Task Force on Cholera Control, und wurde dann 1999 zur Direktorin der Abteilung für Kontrolle, Prävention und Ausrottung ernannt.
Von 2002 bis 2005 war sie Vizeministerin für Gesundheit und Verbraucherschutz in Spanien und Präsidentin der spanischen Behörde für Lebensmittelsicherheit und Ernährung. Neira leitet seit 2005 als Direktorin die Abteilung für öffentliche Gesundheit und Umwelt bei der Weltgesundheitsorganisation (WHO).
2019 trat Neira dem High Level Advisory Board des Lancet Countdown: Tracking Progress on Health and Climate Change bei. Neira ist im Beirat der Schwarzenegger-Klimaschutzinitiative, einem unabhängigen Gremium führender Experten aus Wissenschaft, Wirtschaft und relevanten Institutionen und Organisationen. Dieses Gremium bietet unverbindliche strategische Beratung, um die Initiative langfristig zu unterstützen.
Neira ist mit dem italienischen Architekten Salvatore Ippolito verheiratet, mit dem sie einen Sohn bekam.

## Auszeichnungen (Auswahl)
- 2006: Ordre national du Mérite
- 2009: Prinzessin-von-Asturien-Preis
- Spanischer Nationaler Preis für Ernährungsstrategie
- 2015: Mujer Extraordinaria Award verliehen von Königin Letizia von Spanien
- 2016: von der WHO als „inspirierende“ Frau nominiert, die sich für den Umweltschutz einsetzt[6]
- 2019: Nominierung unter die Top 100 politischen Einflussnehmer in den Bereichen Gesundheit und Klimawandel[7]
- Mitglied der Königlichen Medizinischen Akademie von Asturien